# Diritti umani in Thailandia
L'attuale costituzione thailandese, fatta redigere da un organismo nominato dall'allora giunta militare, precisa all'art.4 che "i diritti umani, la dignità, libertà ed uguaglianza delle persone debbon esser protetti"; mentre gli articoli dal 26 al 29 elencano una vasta gamma di diritti specifici in settori quali la giustizia penale, l'istruzione, la non discriminazione, la religione e la libertà d'espressione.
La promulgazione della carta costituzionale del 2007 ha ripristinato gran parte del vasto catalogo di diritti già esplicitamente riconosciuti negli articoli della costituzione popolare datata 1997; questa ha delineato il diritto alla libertà di parola, di stampa, di riunione pacifica, associazione, religione e di movimento all'interno e all'esterno del paese.
Abrogata nel settembre 2006 a seguito di un colpo di Stato militare, il regime ha imposto una costituzione ad interim che ha avuto effetto fino alla versione attuale approvata l'anno successivo a seguito di un referendum.

## Garanzie costituzionali
Molti nuovi diritti sono stati introdotti per la prima volta nella costituzione del 1997: questi includono l'istruzione gratuita, i diritti delle comunità etniche-tradizionali del paese, il diritto di protestare pacificamente, i diritti degli anziani-bambini-persone disabili e l'uguaglianza dei sessi. Anche la libertà d'informazione, il diritto alla salute pubblica e dei consumatori sono stati riconosciuti; per un totale di 40 rispetto ai 9 elencati nella precedente costituzione del 1932.

## Violazioni dei diritti umani
In generale il governo thailandese rispetta i diritti umani dei propri cittadini; tuttavia il dipartimento di stato USA ha espresso preoccupazione per significative lacune al riguardo in diversi settori.

### Traffico di esseri umani
La tratta degli esseri umani è un'importante questione aperta per la Thailandia: questa include il sequestro di uomini dalla Cambogia da parte di trafficanti e la loro rivendita come pescatori. Dopo esser stati promessi loro posti di lavoro meglio retribuiti dei propri, vengono invece costretti a lavorare nelle barche da pesca a strascico illegali tra il golfo di Thailandia e il Mar cinese meridionale anche per anni interi.

### Libertà di stampa e diritto di riunione
A seguito del colpo di Stato del 2014 il diritto alla libertà di parola e di viaggio è stato gravemente messo in discussione. La giunta militare provvisoria ha messo in atto una proibizione riguardante gl'incontri e qualsiasi attività di tipo politico, oltre che un divieto assoluto di critica nei loro confronti da parte dei media. Il "Southeast Asian Press Alliance-SEAPA" (organizzazione per la promozione e protezione per la libertà di stampa ed espressione) ha notato che i mezzi di comunicazione, considerati come una delle voci più libere e vivaci dell'Asia intera, avevano rapidamente deteriorato la propria autonomia a seguito della cacciata di Thaksin Shinawatra da parte dei militari.
Col colpo di Stato è stata segnalata la chiusura di centinaia di radio libere in tutte le province, il blocco dei canali di notizie via cavo e la sospensione di alcuni siti web dedicati alla discussione critica dell'intervento militare e delle implicazioni che questo avrebbe avuto per la democrazia.

### Violazione dei diritti umani nel sud del paese
Diversi problemi sono stati segnalati nelle province meridionali, in relazione all'insurrezione nella Thailandia del Sud; durante gli arresti avvenuti nel 2004 almeno 180 persone sono morte durante la detenzione. Un caso particolarmente di alto profilo riguarda l'avvocato musulmano "Somchai Neelapaijit" il quale, dopo esser stato molestato e minacciato ripetutamente è infine scomparso, questo dopo aver accusato di tortura le forze di sicurezza dello stato. Nel 2006 lo stesso primo ministro affermò di credere che l'uomo fosse oramai morto e che c'erano dubbi aperti su eventuali responsabilità dei servizi segreti
A cinque poliziotti è stata poi addebitata la responsabilità della sua morte, anche se il processo si è trascinato in appello ancora nel 2011: il verdetto inconcludente è stato denunciato dalla "Asian Human Rights Commission-AHRC" e dalla moglie dello scomparso la quale ha dichiarato la sua intenzione di continuare a far appello per portare il caso di fronte alla corte suprema.

### Morti relative alla guerra antidroga del governo nel 2003
La campagna di guerra contro il traffico di stupefacenti ha portato a più di 2500 uccisioni extra-giudiziarie di sospetti di traffico di droga. Le condizioni di detenzione in alcune delle strutture carcerarie per immigrati di provincia sono caratterizzate da gravi carenze umanitarie; nel 2004 più di 1600 persone sono morte in prigione o durante la custodia da parte della polizia, 131 come risultato di azioni dirette delle forze dell'ordine.

## Rifugiati birmani
I rifugiati provenienti dalla Birmania possono soggiornare in uno dei campi profughi lungo il confine, sono protetti dalla possibilità di arresto e ritorno forzato nel loro paese ma non hanno libertà di muoversi né di cercarsi un'occupazione: possono in realtà andar a vivere e lavorare nelle campagne, ma generalmente senza che venga loro riconosciuto alcuno status legale di qualsiasi genere e lasciandoli così a rischio costante di deportazione.
I rifugiati che si avventurano al di fuori dei campi sono considerati ufficialmente come clandestini e pertanto soggetti ad arresto; vi sono episodi in cui polizia e paramilitari hanno richiesto tangenti minacciando i residenti dei campi di detenzione e deportazione. I rifugiati sono inoltre anche soggetti ad abusi e sfruttamento da parte di altri connazionali che esercitano il potere nei campi, avendo connessioni segrete con gruppi armati etnici birmani.
Gravi problemi di violenza sulle donne richiederebbero poi un ampio lavoro di prevenzione nei campi profughi.